# Gornji Brišnik
Gornji Brišnik är en ort i Bosnien och Hercegovina.   Den ligger i entiteten Federationen Bosnien och Hercegovina, i den sydvästra delen av landet, 100 km väster om huvudstaden Sarajevo. Gornji Brišnik ligger 969 meter över havet och antalet invånare är 315.
Terrängen runt Gornji Brišnik är kuperad åt sydväst, men åt nordost är den platt.Närmaste större samhälle är Tomislavgrad, 9,8 km norr om Gornji Brišnik. 
Trakten runt Gornji Brišnik består till största delen av jordbruksmark. Runt Gornji Brišnik är det ganska tätbefolkat, med 93 invånare per kvadratkilometer.